# Stenocercus imitator
Stenocercus imitator là một loài thằn lằn trong họ Tropiduridae. Loài này được Cadle miêu tả khoa học đầu tiên năm 1991.